# Considerações
Betrachtung é a seqüencia of 18 contos escritos por Franz Kafka. Foram escritos ente 1904 e 1912, sendo que em 1908 8 desses contos foram publicados sob título "considerações" ("Betrachtung", em alemão) na revista bimensal Hyperion, sendo esta a primeira obra publicada do autor.